# Eddy Corozo
Eddy Roy Corozo Olaya (Guayaquil, Provincia del Guayas, Ecuador, 28 de junio de 1994) es un futbolista ecuatoriano. Juega de centrocampista y su equipo actual es el Club Blooming de la Primera División de Bolivia.

## Trayectoria

### Inicios
Eddy Corozo se inició en las formativas del Club Sport Emelec, demostrando su gran habilidad para la recuperación del balón en el medio campo, su gran capacidad física y atlética, lograron que vaya siendo adelantado rápidamente su proceso en cada categoría de las inferiores del club.

### Club Sport Emelec
Eddy, con tan solo 18 años, llamó la atención del profesor Marcelo Fleitas, extécnico del equipo eléctrico en el año 2012, y fue él quien promocionó a Eddy al primer equipo el 5 de febrero de 2012, en la victoria que consiguió Emelec en condición de visitante (2 - 0) frente al Olmedo y desde ahí ha mantenido la regularidad como titular en el torneo local disputando 41 encuentros en ese año y así como en la Copa Sudamericana. 
Es así que Eddy llamo la atención de varios equipos profesionales e incluso los profesionales del balompié quienes consideran que tiene un futuro prometedor. Su destacada actuación en el Club Sport Emelec, gracias a su trabajo y esfuerzo equilibrado dentro del campo de juego, permitieron que forme parte de la Selección Sub-20 del Ecuador que disputó el Sudamericano Sub-20 en Argentina 2013.
Sin embargo, la mejor participación de Corozo es el haber marcado un gol en el Clásico del Astillero del año 2012, Eddy Corozo formó parte del combinado tricolor que jugó el Mundial Sub-17 en México. Es así, que por su alto rendimiento en juegos con el Club Sport Emelec y siendo el parte de las promesas de la plantilla, anunció que se firmó un contrato con el jugador para que preste su talento al club hasta 2017.

### Centro Deportivo Olmedo
El 16 de enero de 2017 se anuncia de manera oficial que el jugador fue cedido a préstamo al Olmedo de Riobamba de la Serie B de Ecuador.

### Club Blooming
El 7 de julio de 2017, a través de sus redes sociales oficiales, el Blooming de Bolivia anuncia la incorporación de Corozo a sus filas a préstamo por un año, siendo su primera experiencia internacional.

## Selección nacional

### Categorías inferiores
Por la experiencia que obtuvo en el año anterior fue convocado a la selección de Ecuador Sub-20, que participó en el Campeonato Sudamericano, que se desarrolló en Argentina.

#### Participaciones en Sudamericanos
| Campeonato                  | Sede      | Resultado    | Partidos | Goles |
| --------------------------- | --------- | ------------ | -------- | ----- |
| Sudamericano Sub-17 de 2011 | Ecuador   | Cuarto lugar | 6        | 0     |
| Sudamericano Sub-20 de 2013 | Argentina | Sexto lugar  | 4        | 0     |

#### Participaciones en Copas del Mundo
| Campeonato                  | Sede   | Resultado        | Partidos | Goles |
| --------------------------- | ------ | ---------------- | -------- | ----- |
| Copa Mundial Sub-17 de 2011 | México | Octavos de final | 1        | 0     |

## Clubes
| Club             | País    | Año               |
| ---------------- | ------- | ----------------- |
| Emelec           | Ecuador | 2012 - 2016       |
| Olmedo           | Ecuador | 2017              |
| Blooming         | Bolivia | 2017 - 2018       |
| El Nacional      | Ecuador | 2019              |
| Atlético Porteño | Ecuador | 2019 - actualidad |

## Palmarés

### Campeonatos nacionales
| Título                 | Club   | País    | Año  |
| ---------------------- | ------ | ------- | ---- |
| Campeonato Ecuatoriano | Emelec | Ecuador | 2013 |
| Campeonato Ecuatoriano | Emelec | Ecuador | 2014 |
| Campeonato Ecuatoriano | Emelec | Ecuador | 2015 |

### Distinciones individuales
| Distinción                               | Club   | País    | Año  |
| ---------------------------------------- | ------ | ------- | ---- |
| Joven Revelación                         | Emelec | Ecuador | 2012 |
| 11 Ideal del Campeonato Ecuatoriano 2014 | Emelec | Ecuador | 2014 |